# CRUSH!2 -90's V-Rock best hit cover songs-
『CRUSH!2 -90's V-Rock best hit cover songs-』（クラッシュ2 ナインティーズ・ヴイロック・ベスト・ヒット・カヴァー・ソングズ）は、ネオ･ヴィジュアル系アーティストが、1990年代ヴィジュアル系アーティストの楽曲をカバーしたコンピレーション・アルバム。2011年11月23日発売。発売元はユニバーサル・ミュージック。

## 解説
- キャッチコピーは「大反響御礼!!V-ROCK界に旋風を巻き起こした「CRUSH! -90's V-Rock best hit cover songs-」の続編」。本作はオリコン調べの売上合計では644万枚（うち、ミリオンヒット作品は1作）。
- カバー楽曲、出演バンドを一新したが、オリジナル・アーティストは10組が前作と重複している。
- GACKT、河村隆一が原曲でヴォーカルを務める楽曲が2曲ずつ（バンドとソロの曲）カバーされている。
- 1作目と同様、1曲目にhide、2曲目にSOPHIAのカバーが収録されている。

## 収録曲
1. ROCKET DIVE/メガマソ　（3:42）
  - オリジナルアーティスト:hide with Spread Beaver [1998/01/28]
2. ゴキゲン鳥 〜crawler is crazy〜/Annie's Black　（3:48）
  - オリジナルアーティスト:SOPHIA [1998/04/22]
3. Mizérable/葵　（4:58）
  - オリジナルアーティスト:Gackt [1999/05/12]
4. HOT LIMIT/ν [NEU]　（3:39）
  - オリジナルアーティスト:T.M.Revolution [1998/06/24]
5. 未来航路/Blu-BiLLioN　（4:15）
  - オリジナルアーティスト:La'cryma Christi [1998/08/26]
6. 蜘蛛の意図/花少年バディーズ　（5:43）
  - オリジナルアーティスト:Pierrot [1998/09/10]

唯一カップリング曲のカヴァー。
7. BEAT/ZUCK　（4:24）
  - オリジナルアーティスト:河村隆一 [1997/07/18]
8. 誘惑/HERO　（4:14）
  - オリジナルアーティスト:GLAY [1998/04/29]
9. 白い闇/OZ　（4:33）
  - オリジナルアーティスト:ROUAGE [1997/01/15]
10. ILLUMINATI/Moran　（5:03）
  - オリジナルアーティスト:MALICE MIZER [1998/05/20]
11. ゆらめき/R指定　（5:09）
  - オリジナルアーティスト:Dir en grey [1999/01/20]
12. SHINE/amber gris　（4:13）
  - オリジナルアーティスト:LUNA SEA [1998/06/03]
13. FLOWERS OF ROMANCE/ADAPTER。　（4:34）
  - オリジナルアーティスト:CASCADE [1998/08/12]
14. スピード/9GOATS BLACK OUT　（4:36）
  - オリジナルアーティスト:BUCK-TICK [1991/01/21]
15. グレイシャルLOVE/ギルド　（4:16）
  - オリジナルアーティスト:SIAM SHADE [1998/05/13]
16. JAM/ケミカルピクチャーズ　（5:11）
  - オリジナルアーティスト:THE YELLOW MONKEY [1996/02/29]

## 関連作品
- CRUSH! -90's V-Rock best hit cover songs-
- CRUSH!3 -90's V-Rock best hit cover LOVE songs-